# OSIRIS-REx

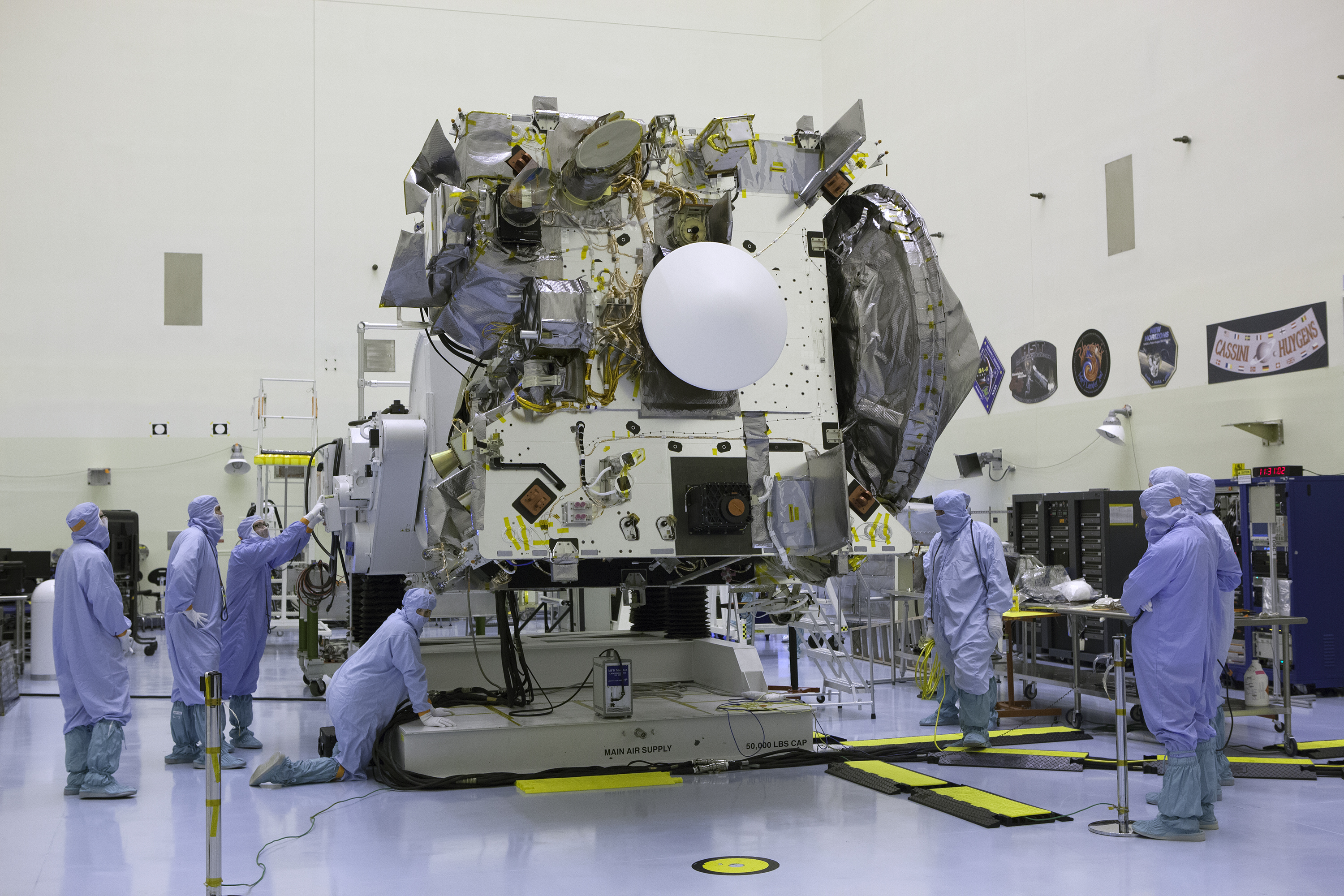
OSIRIS-REx

De Origins, Spectral Interpretation, Resource Identification, Security, Regolith Explorer oftewel OSIRIS-REx is de derde ruimtesonde van NASA's New Frontiers-programma. Deze werd gelanceerd op 8 september 2016, en heeft op 3 december 2018 een baan rond de planetoïde (101955) Bennu bereikt. Ze is na een periode van bijna twee jaar bestudering op 20 oktober 2020 om 22:13 UTC erop geland om er materiaal af te blazen en op te vangen en heeft dat op 24 september 2023 terug naar aarde gebracht. Met wetenschappelijk onderzoek van het buitenaards materiaal wil men meer te weten te komen van het ontstaan van ons zonnestelsel en van het leven op aarde.
Na het loskoppelen van de terugkeermodule in de nabijheid van de Aarde ging de ruimtesonde verder als OSIRIS-APEX en zal de planetoïde Apophis bezoeken. Deze nieuwe missie werd op 25 april 2022 bekendgemaakt. In 2029 zal Apophis vlak langs de Aarde scheren. Gedurende een periode van 18 maanden rond die passage zal de planetoïde en de invloed van de Aarde erop worden bestudeerd.

## Geschiedenis

### Lancering
De lancering vond op 8 september 2016 om 23:05 UTC (9 september 01:05 Nederlandse tijd) zonder enig oponthoud plaats vanaf Lanceercomplex 41 van het Cape Canaveral Air Force Station op een Atlas V in de ongebruikelijk ogende 411-configuratie met slechts één extra vastestofmotor. De eerste optie tot lancering was gepland op 8 september 2016 tussen 23:05 en 01:05 UTC. Vanwege het bijzondere profiel had de Amerikaanse luchtmacht niet één maar twee extra lanceervensters ingepland voor de twee daarop volgende etmalen. Na de lancering bracht de Centaur-trap de ruimtesonde op de juiste plaats in de ruimte met de ontsnappingssnelheid van zo'n 40.000 kilometer per uur, waarna de OSIRIS-REx werd afgestoten om zijn eigen weg te vervolgen. Een uur na de lancering werd bevestigd dat de zonnepanelen volgens plan waren uitgeklapt, waarmee de lanceringsfase was afgerond.

### Reis naar Bennu
Na de lancering in 2016 heeft OSIRIS-REx een serie manoeuvres gemaakt om in dezelfde baan als (101955) Bennu te komen. Hierbij vond op 22 september 2017 een succesvolle zwaartekrachtsslinger bij de Aarde plaats om de juiste snelheid en hoek te bereiken.
Eind 2017 bleek dat OSIRIS-REx een onbedoelde minimale acceleratie doorgemaakt had. Dit bleek te komen doordat water, dat voor de lancering op het hitteschild van de sample-return-capsule was gekomen, in het zonlicht verdampte en een lichte stuwkracht veroorzaakte. Doordat een planetoïde maar weinig zwaartekracht heeft maakt zelfs een zeer lichte afwijking in de snelheid een succesvolle ontmoeting tussen een ruimtesonde en een planetoïde al onmogelijk. Daarom werd de exacte kracht van het “ontgassing” onderzocht en is de ruimtesonde zo gedraaid dat deze met de juiste snelheid bij Bennu aan zou komen en al het water verdampte.

### Landing op Bennu
17 augustus 2018 begon de fase waarin OSIRIS-REx Bennu benaderde.
Op 24 augustus 2018 maakte OSIRIS-REx zijn eerste foto’s van Bennu van een afstand van ongeveer 2,3 miljoen kilometer.
Op 3 december 2018 kwam OSIRIS-REx aan bij Bennu.
Op 10 december 2018 maakte NASA bekend de chemische eigenschappen van water in gehydrateerde kleimineralen op Bennu te hebben waargenomen.
Op 31 december 2018 manoeuvreerde OSIRIS-REx zich in een baan om Bennu. OSIRIS-REx bewoog met een snelheid van 6 centimeter per seconde om Bennu. In de 22 maanden daarop werd Bennu bestudeerd en gezocht naar een geschikte landingsplaats. Bennu bleek een ruig oppervlak te hebben; daarom moest de landingsplaats vrij nauwkeurig gekozen worden.

Het moment van de landing op Bennu

Op 20 oktober 2020 werd een serie manoeuvres uitgevoerd waarmee Bennu naar de landingsplaats, die 'Nightingale' is genoemd, afdaalde. Om 22:13 UTC kwam de sonde op zijn verzamelarm op het oppervlak van Bennu en werd vrijwel onmiddellijk het blaas- en opvang-mechanisme in werking gesteld en de regoliethouder gevuld met regoliet van de planetoïde. Dit gebeurde binnen een tijdsbestek zes seconden. 
Het verzamelen van regoliet gebeurde door een cilindervormige open kop die aan een robotarm zit op het oppervlak van de planetoïde te plaatsen. Door een hoeveelheid stikstofgas langs de binnenrand van de kop te blazen werd het regoliet omhoog geblazen en kwam het in een opvangfilter terecht. Na deze actie moest een sluitmechanisme automatisch sluiten waardoor het regoliet niet meer uit de kop zou kunnen ontsnappen.

### Terugkeer
Direct daarop steeg de sonde al weer op van Bennu. De verzamelarm was volgens eerste schattingen zo’n twee centimeter diep in het oppervlak doorgedrongen op minder dan een meter van de geplande landingsplaats, wat door NASA als een zeer goed resultaat wordt gezien. Later werd er vanuit gegaan dat de verzamelarm mogelijk tot een diepte van wel 40 centimeter was doorgedrongen.
Door zich in een roterende beweging te brengen kan OSIRIS-REx meten hoe veel de massa van de sonde was toegenomen door het regoliet dat aan boord is genomen. Die kennis is van belang voor de besturing van de sonde. Uit beeldmateriaal van de sonde was echter gebleken dat de verzamelarm zo vol zat dat er regoliet uit lekte. NASA besloot daarop om de massa-meting niet uit te voeren maar de houder direct veilig in de terugkeermodule te plaatsen. Het risico was namelijk dat door de rotatie nog meer regoliet zou weglekken. Het plaatsen van de houder in de terugkeermodule moest ook met voorzichtigheid gebeuren. Zou dit te snel worden gedaan, dan zou er door de beweging meer regoliet uit lekken. Zou het te langzaam gebeuren dan zou er door de langere duur ook meer regoliet uit lekken. Op 27 oktober 2020 werd de houder ingesloten. Het OSIRIS-REx-team gaat ervan uit dat er tientallen grammen regoliet zijn ontsnapt, maar dat er nog honderden grammen over zijn.
NASA maakte op 26 januari 2021 bekend dat de sonde op 10 mei 2021 de baan om de planetoïde zou verlaten om terug naar de Aarde te vliegen met als doel op 24 september 2023 de terugkeercapsule met monsters te laten landen. Voor het verlaten van Bennu wilde het team nog foto’s maken van de landingslocatie zoals die na het nemen van de monsters is achtergelaten. Met een zeven minuten durende vuurstoot van de motor verliet OSIRIS-REx op 10 mei 2021 Bennu volgens plan.

De capsule na de landing

### Landing capsule
Op 24 september 2023 om 10:42 UTC werd de terugkeercapsule met gruis losgekoppeld van de OSIRIS. Na binnenkomst van de atmosfeer met een snelheid 44.500 kilometer per uur vertraagde de capsule eerst op zijn hitteschild. De landing verliep niet volledig volgens planning. Hierop had op een hoogte van 30 kilometer een stabilisatieparachute moeten ontplooien die ook wat voorremwerk had moeten uitvoeren en later de hoofdparachute tevoorschijn moest trekken. Deze “drogue” werd door een bedradingsfout in opgevouwen situatie losgeknipt in plaats van ontplooid. Op een hoogte van 3 kilometer werd de drogue alsnog losgelaten, maar omdat de kabel was doorgesneden zat deze niet meer vast aan de capsule en vloog deze weg. Meteen daarop ontplooide de hoofdparachute zich. Deze bleek sterk genoeg om de hogere snelheid van de capsule aan te kunnen. De capsule landde om 14:52 UTC (een paar minuten eerder dan gepland) op de Utah Test and Training Range in de woestijn van Utah, 130 km ten westen van Salt Lake City. 
In het geval NASA de afkoppeling en terugkeer die dag wegens weersomstandigheden of technische problemen had moeten afblazen, dan was er de mogelijkheid geweest om de OSIRIS bij te sturen en had zich in 2025 een nieuwe mogelijkheid voor een terugkeer voorgedaan. 
De volgende dag arriveerde de terugkeermodule in het Space Materials Lab op NASA’s Johnson Space Center in Houston.

### Start OSIRIS-APEX
Zo’n 20 minuten na de afkoppeling van de terugkeercapsule zette de OSIRIS een Aarde-ontwijkingsmanoeuvre in waarmee de missie OSIRIS-APEX van start ging. Tijdens de vlucht vliegt de sonde 6 maal langs de zon op een afstand dichterbij dan waar deze oorspronkelijk voor is ontworpen. Waarnemingen van Apophis zullen beginnen op 8 maart 2029. De planetoïde wordt bereikt op 21 maart 2029, waarna de sonde 18 maanden rond dit hemellichaam zal cirkelen.

## Camera's

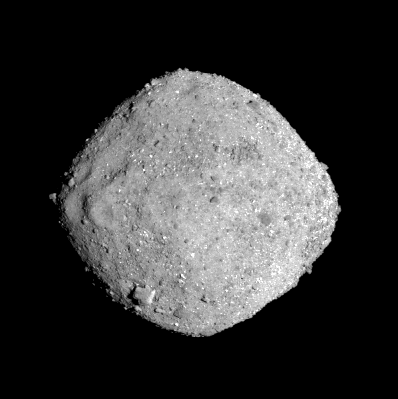
Foto van Bennu (3 december 2018)

OSIRIS-REx is uitgerust met een systeem van drie camera's, OCAMS genoemd. OCAMS is de afkorting van OSIRIS-REx Camera Suite:
- PolyCam is een hoge-resolutie-camera die de eerste opnames van Bennu maakte. Hij brengt Bennu in kaart. Hij heeft de naam Poly gekregen omdat hij veelzijdig is. Zo kan hij inzoomen van oneindig tot 150 meter wat toelaat om zowel sterren en planetoïden waar te nemen als stenen op het oppervlak van Bennu. Van op 50 km afstand kan PolyCam het oppervlak bestuderen om een gunstige locatie voor de sampling te bepalen. Op 3,5 km afstand wordt beslist waar er effectief monsters zullen genomen worden.
- MapCam is een camera met gemiddelde resolutie en grotere openingshoek dan PolyCam die Bennu in kleuren kan waarnemen en tevens op zoek is gegaan naar eventuele satellieten van Bennu. Bennu wordt al miljarden jaren genadeloos gebombardeerd door de straling en kosmische deeltjes van de zon. Hierdoor is het oppervlak broos en extreem droog en stoffig. MapCam kan eventuele stofwolken op Bennu waarnemen. Door zijn kleurenfilters is MapCam in staat mineralen te detecteren, vooral deze die in contact zijn geweest met water.
- SamCam nam de bemonstering waar. Het is een lageresolutiegroothoekcamera. Hiertoe beschikt hij over verschillende filters die ter bescherming (zie het stof hierboven) voor de lens kunnen geschoven worden. De camera kan drie pogingen van bemonstering waarnemen.

De camera's worden blootgesteld aan gamma- en röntgenstraling. Daarom zijn ze ingebouwd in een omhulsel van titanium en aluminium. De lenzen zijn van siliciumdioxide en cerium, materialen die stralingsbestendig zijn.

## Trivia
- Nadat op 1 september 2016 op het nabijgelegen lanceercomplex 40 een Falcon 9-raket explodeerde, moesten zowel de ruimtesonde als de Atlas V-draagraket die op lanceercomplex 41 werden klaargemaakt voor de lancering een week later, op schade onderzocht worden. Er bleek geen schade te zijn.
- Een deel van het teruggebrachte regoliet van Bennu wordt door NASA aan het Japanse ruimteagentschap JAXA overgedragen. In ruil daarvoor ontvangt NASA regoliet afkomstig van Ryugu dat door Hayabusa 2 werd verzameld.